# Châteaudouble (Var)
Châteaudouble egy község Franciaországban, Var megyében a Provence-Alpes-Côte d’Azur régióban.

## Fekvése
Châteaudouble mély szakadékok között, nagyon kanyargós úton elérhető; az Argens mellékfolyója a Nartuby mellett fekvő település, mely megközelíthető a D51 főútról Figanières és Monferrato között, vagy a D49-es főútról Ampus felől.

## Története

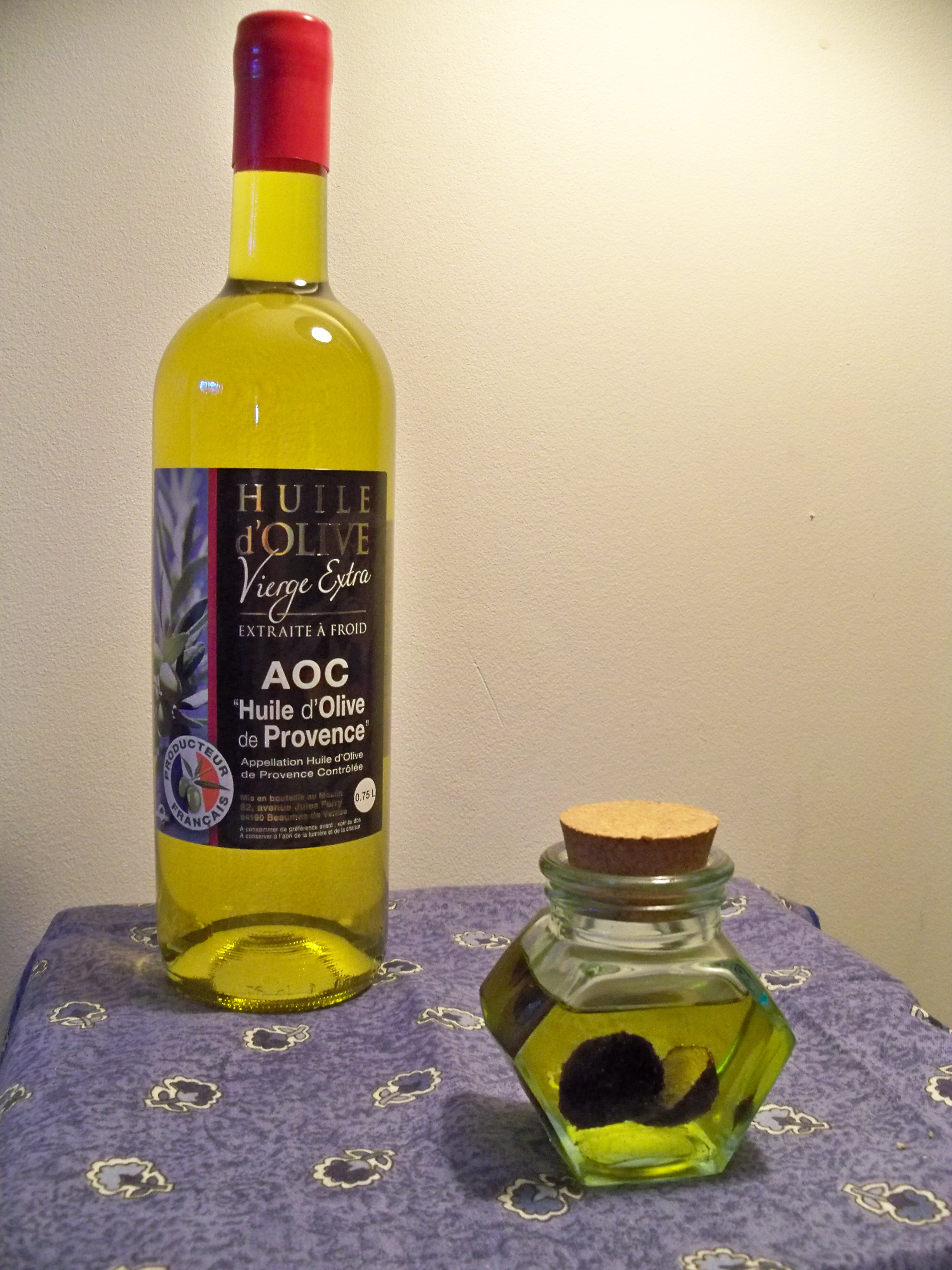
A védjeggyel ellátott olivaolaj

A klasszikus provencei településen a DUPLO vár legősibb formája, az 1038-ból eredő castrum duplum található.
A település híres olivaolajáról is, mely 2006 óta de Provence olívaolaj (AOC) eredetmegjelöléssel ellátott.
2012-ben, az önkormányzatnak 452 lakosa volt.

## Nevezetességek
- Szaracén torony
- Aqueduct Châteaudouble
- Angyali üdvözlet temploma
- Szent Mihály és Szent Péter kápolna
- A vár romjai

## Természeti örökség
- Gorge Châteaudouble - a Nartuby, az Argens mellékfolyója mellett. Az itt található barlangok: a Mouret-barlang, kecske barlang és a denevérek barlangja.

## Galéria

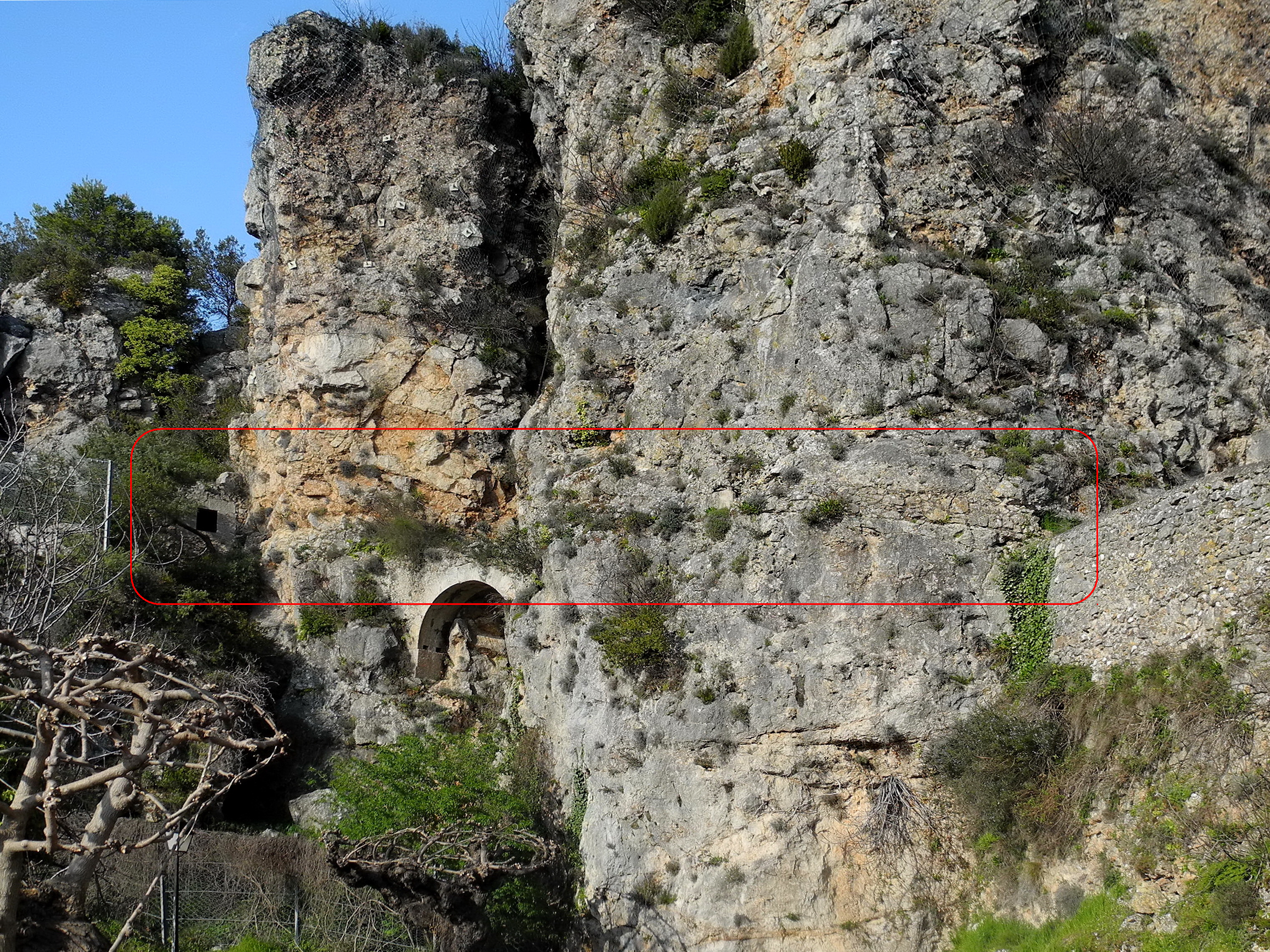
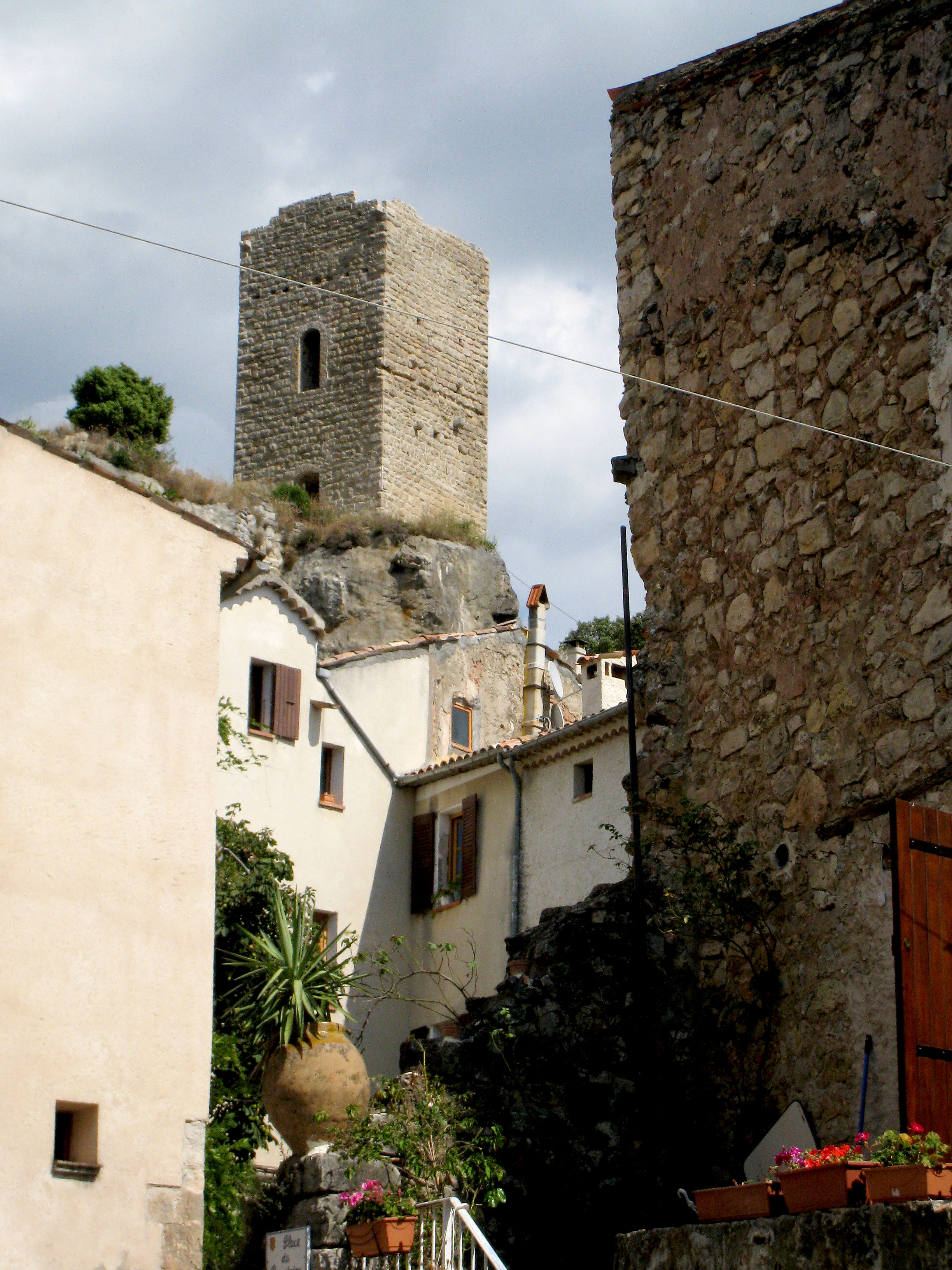

## Itt születtek, itt éltek
- Joseph-Elzéar-Alexandre Baudrier
- Lord of Châteaudouble
- Pierre-Marc-Antoine
- Pierre-Emmanuel
- Lord of Châteaudouble